# Кєртукмахі
Кєртукмахі (рос. Кертукмахи) — село Акушинського району, Дагестану Росії. Входить до складу муніципального утворення Сільрада Акушинська.
Населення — 662 (2010).

## Населення
За даними перепису населення 2002 року в селі мешкало 550 осіб. У тому числі 271 (49,27 %) чоловік та 279 (50,73 %) жінок.
Переважна більшість мешканців — даргинці (99 % усіх мешканців). У селі переважає північнодаргинська мова.